# コミックスゾーン
『コミックスゾーン』（Comix Zone）は、1995年9月1日にセガから発売されたメガドライブ用ベルトスクロールアクションゲーム。
セガの海外スタジオ「セガテクニカルインスティチュート」で開発された作品であり、日本で発売されたものはそのローカライズ版である。
その後、様々なプラットフォームに移植された。

## ゲーム内容
プレイヤーは漫画家である主人公スケッチ・ターナーを操作し、彼が描いた架空の漫画作品「コミックスゾーン」の世界を冒険する。
本作の特徴はゲームの舞台が「漫画の中」である点で、ページをめくったりコマを飛び移ったりするステージ演出や、フキダシや描き文字によるメッセージ表現、ペンで描かれた敵キャラクターが実体化して襲い掛かってくる迫力のあるグラフィックなど、漫画の世界ならではのユニークな表現やアイデアが随所に盛り込まれている。

## システム
本作は、枠線で区切られた漫画の1ページをゲーム内の1ステージに見立てたステージクリア式のアクションゲームとなっている。ステージは左上のコマから始まった後、右下のコマへと段階を分けて進んでいき、最後のコマから次のページへ進むことでステージクリアとなる。本作は漫画の中の世界という設定でゲームが進行していくため、進むコマによってゲームの展開や攻略ルートが変化したりするほか、最終的にヒロインを助けられたかどうかで物語の結末が変化するマルチエンディング要素も存在する。
アクションゲームとしては、次々に現れる敵を倒しながら先に進んでいくベルトスクロールアクションのスタイルを取っているが、レバーや木箱などの仕掛けを操作して道を切り開くパズル的な要素があるほか、パイプやロープにぶら下がりながら敵と戦ったり、穴の開いたコマを飛び降りて下のコマに移動するなど、ジャンルの枠に囚われない個性的なシステムも特徴である。なお、ゲームとしての難易度は高めで、ゲームオーバー時のコンテニュー回数にも制限がある。
主人公であるターナーは、基本アクションとして方向キーによる移動やジャンプなどのほかに、攻撃ボタンと方向キーの組み合わせでパンチやキックによる多彩な攻撃アクションを繰り出すことが可能。また、敵の攻撃を防御する「ブロック」や体を屈めて素早く移動する「前転」などの特殊なアクションのほか、説明書に記載されていない隠しアクションとして、背景のページを破って紙飛行機を作り、飛び道具にするというものも存在する。

## アイテム
ステージ中にはアイテムが落ちていることがあり、入手して使用することで様々な効果を発揮する。アイテムは一度に最大3個まで所持しておくことができ、以下の種類がある。
- パワードリンク：使用するとターナーのライフを回復することができる。回復量はライフ最大値の約半分程度。
- ロードキル：相棒のロードキル(ネズミ)を地面に放つ。ロードキルは電撃による攻撃が可能なほか、場所によってはギミックの起動やアイテムの発見などもしてくれる。
- アイアン・ナックル：使用するとターナーがスーパーヒーローに変身し、拳を叩きつけた衝撃波でページを切り裂く。画面内の敵全てを攻撃する効果がある。
- ナイフ：投擲することで一直線に飛んでいく飛び道具。敵への攻撃や一部ギミックの起動が可能。
- ボム：足元に時限式の爆弾を設置する。爆風は近くにいる敵味方問わず大ダメージを与えるほか、特定の壁を破壊することもできる。
- 手榴弾：前方に爆弾を投げる。性質はボムに似ているが、より遠くの敵を攻撃できる。
- ？マーク：入手するまでどのアイテムになるか不明なアイテム。爆発する罠の場合もある。

## ストーリー
ニューヨーク在住の主人公スケッチ・ターナーはフリーのロックミュージシャンであると同時に、大ヒット漫画「コミックスゾーン」を連載している漫画家である。「コミックスゾーン」は隕石が衝突した21世紀の地球を描いたSF漫画で、地球を守る「新世界帝国」と悪のミュータントたちの戦いを描いた人気作品だった。
ある夏の晩、ターナーが次回の連載原稿の執筆をしていたところ、落雷とともに「コミックスゾーン」最強最大の悪役であるモータスが漫画の中から飛び出してくる。モータスは創造主であるターナーを抹殺して自由になるため、ターナーと彼のペットであるロードキルを漫画の世界に閉じ込めてしまう。さらにモータスは自らペンを取り、凶悪なミュータントたちを次々に描いて漫画の中のターナーのもとへと送り込む。
モータスと同じく「コミックスゾーン」の登場人物であるアリッサ・サイアン将軍は、漫画の世界に迷い込んできたターナーがこの世界を救う英雄であるとして、彼をスーパーヒューマン・エージェント（超人間諜報員）に任命する。「俺はスーパーヒーローなんかじゃない」と乗り気でないターナーだったが、元の世界に戻るにはモータスを倒すしか方法がないことを知ると「コミックスゾーン」の世界でモータス率いる悪のミュータントたちと戦うことを決意するのだった。

## ステージ構成
本作は3つのエピソードで構成されており、エピソード1から順番に攻略してゆく。各エピソードは前半と後半でステージが分かれているため、ゲームとしては全6ステージ構成となる。また、本作では残機などの概念はなく、ライフがゼロになった時点でゲームオーバーとなるが、各エピソードをクリアするごとに2回ずつコンテニュー回数が増えるため、これによりゲームの再挑戦が可能となっている。エピソードの種類は以下の通り。
エピソード1：とつぜんのたたかい　―コミックのなかでとまどうターナー―
ボス：マザーミュータント
エピソード2：チベットでのしとう　―かいぶつどものししょうとのたたかい―
ボス：カンファン
エピソード3：「なんぱせん」のなかでは…　―モータスとのさいしゅうけっせん―
ボス：モータス

## キャラクター
スケッチ・ターナー
声 - ハワード・ドロシン
本作の主人公。現実世界の人気漫画家であると同時にフリーのロックミュージシャン。本作の舞台となる大ヒット漫画「コミックス・ゾーン」の作者でもある。
趣味はSF小説を読むことと、『ソニック・スピンボール』をすることで、嫌いなものは魚介類。ニューヨーク在住。
初期のコンセプトビデオのデモアニメーション『Joe Pencil Trapped In The Comix Zone』の段階の設定ではジョー・ペンシル（Joe Penci）と言う名前のオタクっぽいキャラクターだったが、ピーター・モラウィエクによると、ゲーム開発の際、セガ・オブ・アメリカ（SOA）がマーケティング的に主人公の名前や外観を変更するように言われ、モラウィエク自身スマッシング・パンプキンズなどのグランジロックが大好きだったので主人公をタフなロックミュージシャンと言う設定に再設計された。
ロードキル
ターナーの相棒兼ペットのネズミ。ターナーとともに漫画の中に閉じ込められてしまう。
救出することでアイテムとして使用することができるようになり、ターナーをサポートしてくれる。
アリッサ・サイアン将軍
声 - デボラ・コスタ
漫画世界の登場人物で本作のヒロイン。新世界帝国の防衛長官として、ターナーに任務を依頼する。
ゲーム上では通信でターナーをサポートする。
モータス
声 - ハワード・ドロシン
漫画世界の登場人物。スーパー・ナチュラルミュータントと呼ばれる、悪のミュータントたちのボス。

## 移植版
| No. | タイトル                                           | 発売日                                           | 対応機種                                           | 開発元          | 発売元                             | メディア | 型式                                                                           | 備考                                                 | Ref.                        |
| --- | -------------------------------------------------- | ------------------------------------------------ | -------------------------------------------------- | --------------- | ---------------------------------- | --- | ------------------------------------------------------------------------------ | ---------------------------------------------------- | --------------------------- |
| 1   | Comix Zone                                         | 1995年11月 1996年3月15日                         | Windows 3.x                                        | STI             | セガ                               | CD-ROM | MK-85011-50                                                                    |                                                      |                             |
| 2   | Comix Zone                                         | 2002年9月11日                                    | ゲームボーイアドバンス                             | Virtucraft      | セガ                               | ロムカセット | AGB-ACZP-EUR                                                                   |                                                      |                             |
| 3   | ソニック メガコレクション                          | 2002年11月10日 2002年12月19日 2003年3月7日       | ゲームキューブ                                     | ソニックチーム  | セガ インフォグラム                | 8センチ光ディスク | DOL-GSOE-USA DOL-GSOJ-JPN DOL-GSOP-EUR                                         | メガドライブ版の移植                                 |                             |
| 4   | コミックスゾーン                                   | 2004年7月5日                                     | Windows                                            | ソニックチーム  | セガ・ミュージック・ネットワークス | ダウンロード （セガゲーム本舗）                                                                                          | -                                                                              |                                                      | [ 5 ] [ 6 ] [ 7 ]           |
| 5   | ソニック メガコレクション プラス                   | 2004年11月2日 2004年12月9日 2005年2月4日         | PlayStation 2 Xbox                                 | ソニックチーム  | セガ                               | DVD-ROM | PS2: SLUS-20917 SLPM-65758 SLES-52998 XB: SKU-64057 ZD6-00003 INL-X06002       |                                                      |                             |
| 6   | Sega Genesis Collection Sega Mega Drive Collection | 2006年11月7日 2007年2月2日                       | PlayStation 2 PlayStation Portable                 | Digital Eclipse | セガ                               | DVD-ROM | PS2: SLUS-21542 SLES-54333 PSP: ULUS-10192 ULES-00556                          | メガドライブ版の移植                                 |                             |
| 7   | コミックスゾーン                                   | 2007年1月29日 2007年1月30日 2007年2月2日         | Wii                                                | セガ            | セガ                               | ダウンロード （バーチャルコンソール）                                                                                    | MAPJ MAPE                                                                      |                                                      | [ 8 ] [ 9 ] [ 10 ]          |
| 8   | ソニック アルティメット ジェネシスコレクション     | 2009年2月10日 2009年2月20日                      | PlayStation 3 Xbox 360                             | Backbone        | セガ                               | BD-ROM DVD-ROM | PS3: BLUS-30259 BLES-00475 X36: 68034 384-40210                                | メガドライブ版の移植                                 |                             |
| 9   | コミックスゾーン                                   | INT 2009年6月10日                                | Xbox 360                                           | STI             | セガ                               | ダウンロード (Xbox Live Arcade)                                                                                          | -                                                                              |                                                      | [ 11 ] [ 12 ] [ 13 ]        |
| 10  | Comix Zone                                         | INT 2010年6月1日                                 | Windows                                            | セガ            | セガ                               | ダウンロード (Steam) | -                                                                              |                                                      |                             |
| 11  | セガビンテージコレクション コミックスゾーン        | 2011年8月9日 2011年8月17日 2011年8月31日         | PlayStation 3 (PlayStation Network)                | Backbone        | セガ                               | ダウンロード （セガビンテージコレクション）                                                                              | NPUB-30460 NPEB-00530 NPJB-00128                                               |                                                      | [ 14 ] [ 15 ]               |
| 12  | Comix Zone                                         | 2017年6月21日 2017年6月22日                      | Android iOS                                        | goGame Pte      | セガ                               | ダウンロード (SEGA Forever)                                                                                              | -                                                                              | 2023年9月26日配信・販売終了                          | [ 16 ]                      |
| 13  | Sega Genesis Classics                              | 2018年5月29日 Switch 2018年12月7日 2018年12月6日 | Linux macOS PlayStation 4 Xbox One Nintendo Switch | d3t セガ        | セガ                               | ダウンロード (Steam、PlayStation Store、 Microsoft Store、 ニンテンドーeショップ) BD-ROM Nintendo Switch専用ゲームカード | PS4: CUSA-10828 CUSA-09771 XBO: INL-SE10663080 Switch: HAC-P-AQGKB HAC-P-AQGKA | -                                                    |                             |
| 14  | コミックスゾーン                                   | 2019年9月19日                                    | メガドライブ ミニ                                  | エムツー        | セガゲームス                       | プリインストール | - HAA-2520 - MK-16000                                                          | 本体にあらかじめ収録されている42タイトルの中の一つ。 | [ 17 ]                      |
| 15  | セガ メガドライブ for Nintendo Switch Online       | INT 2022年7月1日                                 | Nintendo Switch                                    | 任天堂 エムツー | 任天堂                             | ダウンロード | -                                                                              |                                                      | [ 18 ] [ 19 ] [ 20 ] [ 21 ] |

## 開発
元々『コミックスゾーン』は、DCコミックスなどのアメリカン・コミックス好きのセガテクニカルインスティチュートのピーター・モラウィエクが1992年に制作した『Joe Pencil Trapped In The Comix Zone』と言うCommodore Amigaのコンセプトビデオのアニメーションから始まったものであった。
プレゼンテーションで、セガ・オブ・アメリカ（SOA）のトム・カリンスキー会長らも幹部も『Joe Pencil Trapped In The Comix Zone』を気に入り、期待していたが、当時モラウィエクらセガテクニカルインスティチュートの開発陣は『ソニック・スピンボール』の開発に優先事項に入れていた為、『Joe Pencil Trapped In The Comix Zone』のゲームコンセプトは保留となった。
その後、『ソニック・スピンボール』の開発を終えると、セガ・オブ・アメリカ（SOA）のカリンスキー会長が以前の『Joe Pencil Trapped In The Comix Zone』のコンセプトビデオのプレゼンテーションを覚えており、セガテクニカルインスティチュートにゲーム開発をするように要求したため、『コミックスゾーン』が開発された。

### スタッフ
- コンセプト、デザイン、アート・ディレクション：ピーター・モラウィエク
- テクニカル・ディレクター、プログラマー：エイドリアン・スティーブンス
- 音楽、効果音：ハワード・ドロシン
- 背景：あおきくにたけ、クリスチャン・G・セン（英語版）、フェイ・チェン
- アニメーション：トーマス・トビー、クリスチャン・G・セン、ボブ・スティール、ロス・ハリス、クレイグ・スティット、ディーン・ラグルス
- コンセプチュアル・アート：トニー・デズニーガ（英語版）、アレックス・ニーニョ（英語版）
- A.I.スクリプティング：エイドリアン・スティーブンス、ピーター・モラウィエク、ロバート・モーガン、ディーン・レスター
- キャラクター・ボイス
  - スケッチ、モータス、ストリジル、クンフー：ハワード・ドロシン
  - アリッサ・サイアン将軍：デボラ・コスタ
  - グラヴィス：ピーター・モラウィエク
  - スティクス・ザ・モンク：フェイ・チェン
  - モンゴリア：スー・オルトリップ
- エグゼクティブ・プロデューサー：ディーン・レスター
- アソシエイト・プロデューサー：マイケル・ウォーリス

## 評価
- ゲーム誌『ファミコン通信』の「クロスレビュー」では、7・7・7・9の合計30点（満40点）でシルバー殿堂を獲得[30]、『メガドライブFAN』の読者投票による「ゲーム通信簿」での評価は以下の通り20.1点（満30点）となっている[35]。

| 項目 | キャラクタ | 音楽 | お買得度 | 操作性 | 熱中度 | オリジナリティ | 総合 |
| 得点 | 3.4        | 3.3  | 3.5      | 3.3    | 3.3    | 3.5            | 20.1 |

- ゲーム本『メガドライブ大全』（2004年、太田出版）では、ゲームそのものは洋ゲーであり細かいアラはあると指摘しつつも、コマごとに描き込まれたアメコミタッチの背景をアメコミ調で破壊していく演出を絶賛し、「マンガとゲームという『静と動』の不協和音によるハーモニーが奏でられる」とコメントした[36]。また、マンガ調のデザインが演出だけに留まらず、ルート分岐やマンガ家の危機一髪を盛り上げる点などがゲームシステムとして昇華されている事に関して称賛した[36]。

- ゲーム情報サイト『GAME Watch』にてライターの池紀彦は、本作に関して「漫画の世界を舞台にするというユニークな発想が本作の全てであり、最大の魅力だ」と語り、キャラクターの動作が漫画的な演出になっている事に関して「素晴らしいアイデア」と称賛した[2]。また、難易度の高さは指摘したが、すべての会話が吹き出しで表示される事に関して「やり取りが把握しやすい」と称賛した他、アメコミを意識した背景なども含めて「2次元の漫画の世界に主人公が入りこむという夢の世界がそこにあった」と称賛した[2]。

このように世界設定は評価を得ていたが、発売当時はすでに次世代機であるセガサターンが発売した後でメガドライブ市場は最晩年を迎えており、流通量や出荷本数は非常に少なかった。そのため後に本作は「幻の名作」としてカルトゲーム的な人気を博し、移植版が発売されるようになった後もメガドライブ版のゲームソフトには販売価格以上の値段がつくこともあった。
本作はセガが発売したメガドライブソフトとしては最後から2番目にあたる作品であり、この歴史的な意義が後に本作がメガドライブ ミニに収録される理由の一つとなった。